# Wereldkampioenschappen openwaterzwemmen 2022 - Landenwedstrijd
De landenwedstrijd tijdens de wereldkampioenschappen openwaterzwemmen 2022 vond plaats op 26 juni 2022 in het Lupameer bij Boedapest.

## Uitslag
| Rang   | Land             | Namen                                                                           | Tijd      |
| ------ | ---------------- | ------------------------------------------------------------------------------- | --------- |
| Goud   | Duitsland        | Lea Boy Oliver Klemet Leonie Beck Florian Wellbrock                             | 1:04.40,5 |
| Zilver | Hongarije        | Réka Rohács Anna Olasz Dávid Betlehem Kristóf Rasovszky                         | 1:04.43,0 |
| Brons  | Italië           | Ginevra Taddeucci Giulia Gabbrielleschi Domenico Acerenza Gregorio Paltrinieri  | 1:04.43,0 |
| 4      | Frankrijk        | Caroline Jouisse Aurélie Muller Sacha Velly Marc-Antoine Olivier                | 1:04.56,4 |
| 5      | Brazilië         | Cibelle Jungblut Viviane Jungblut Bruce Hanson Guilherme Costa                  | 1:05.29,1 |
| 6      | Australië        | Chelsea Gubecka Moesha Johnson Bailey Armstrong Nicholas Sloman                 | 1:05.30,8 |
| 7      | Verenigde Staten | Mariah Denigan Bella Sims Brennan Gravley Charlie Clark                         | 1:05.50,5 |
| 8      | China            | Sun Jiake Xin Xin Tang Haoyang Zhang Ziyang                                     | 1:06.21,8 |
| 9      | Japan            | Airi Ebina Kaiki Furuhata Yukimi Moriyama Taishin Minamide                      | 1:06.32,9 |
| 10     | Portugal         | Angélica André Mafalda Rosa Tiago Campos Diogo Cardoso                          | 1:07.08,0 |
| 11     | Canada           | Katrina Bellio Alexander Axon Emma Finlin Eric Brown                            | 1:07.34,7 |
| 12     | Turkije          | Burcu Naz Narin Sevim Eylül Süpürgeci Burhanettin Hacısağır Emir Batur Albayrak | 1:07.36,2 |
| 13     | Mexico           | Martha Sandoval Paulo Strehlke Paulina Alanís Arturo Pérez                      | 1:09.02,4 |
| 14     | Chinees Taipei   | Cho Cheng-chi Cho Pei-chi Teng Yu-wen Wang Yi-chen                              | 1:10.53,2 |
| 15     | Hongkong         | William Yan Thorley Tsz Yin Nip Nikita Lam Keith Sin                            | 1:11.08,4 |
| 16     | Kazachstan       | Lev Cherepanov Xeniya Romanchuk Diana Taszhanova Vitaliy Khudyakov              | 1:11.09,9 |
| 17     | Ecuador          | Juan Alcívar Isabella Babbitt Jocelyn Bermeo Jahir López                        | 1:11.32,2 |
| 18     | Singapore        | Ritchie Oh Chantal Liew Samantha Yeo Artyom Lukasevits                          | 1:12.16,8 |
| 19     | Puerto Rico      | Diego Ortiz Alondra Quiles Leandra Díaz Jamarr Bruno                            | 1:17.11,9 |
| –      | Zuid-Afrika      | Connor Buck Amica de Jager Ruan Breytenbach Catherine Rensburg                  | DSQ       |
| –      | Griekenland      | Dimitrios Markos Ilektra Lebl Afroditi Katsiara Athanasios Kynigakis            | DSQ       |
| –      | Spanje           | María de Valdés Ángela Martínez Alberto Martínez Carlos Garach                  | DSQ       |
| –      | Zuid-Korea       | Park Jae-hun Lee Chang-min Lee Hae-rim Lee Jeong-min                            | DSQ       |